# 加里波第站 (那不勒斯)
加里波第站（意大利语：Garibaldi）是那不勒斯地铁1号线的一個車站。它毗邻并并通过地下通道连接到那不勒斯中央车站、环维苏威铁路（Circumvesuviana）以及2号线。
加里波第站開通於2013年12月。車站名稱來自於朱塞佩·加里波第。

40°51′09″N 14°16′19″E / 40.8525°N 14.2720°E